# Mc Gw
Mc Gw, de son vrai nom Gláucio William da Silva Jerônimo, né le 22 janvier 1992 à São João de Meriti, est un chanteur et compositeur de funk brésilien.

## Biographie
Mc Gw commence sa carrière musicale à l'adolescence en intégrant des groupes de samba. Il s'oriente ensuite vers le funk proibidão et connaît un premier succès en 2013 avec le titre Sarra Novinha no Grau, suivi en 2017 par Ritmo Mexicano et Atura ou Surta,. Toutefois, sa notoriété se consolide véritablement lorsque son style évolue pour intégrer divers genres musicaux, tels que le phonk, l'afrobeat, le reggaeton et la pagode baiano. Cette diversification, couplée à la viralité de ses morceaux sur les réseaux sociaux comme TikTok dans les années 2020, contribue à son ascension. En 2023, sa chanson Montagem - PR Funk devient le titre brésilien le plus écouté à l'étranger,.
En octobre 2023, l'artiste sort son EP Tropicalmente via le label GR6 .

## Discographie
- 2023 : Tropicalemente
- 2024 : Gym Espanca Xota